# Apohyale wakabarae
Apohyale wakabarae is een vlokreeftensoort uit de familie van de Hyalidae. De wetenschappelijke naam van de soort is voor het eerst geldig gepubliceerd in 1999 door Serejo.